# Elenchus tenuicornis
Elenchus tenuicornis är en insektsart som först beskrevs av Kirby 1815.  Elenchus tenuicornis ingår i släktet Elenchus och familjen stritvridvingar. Inga underarter finns listade i Catalogue of Life.

## Bildgalleri

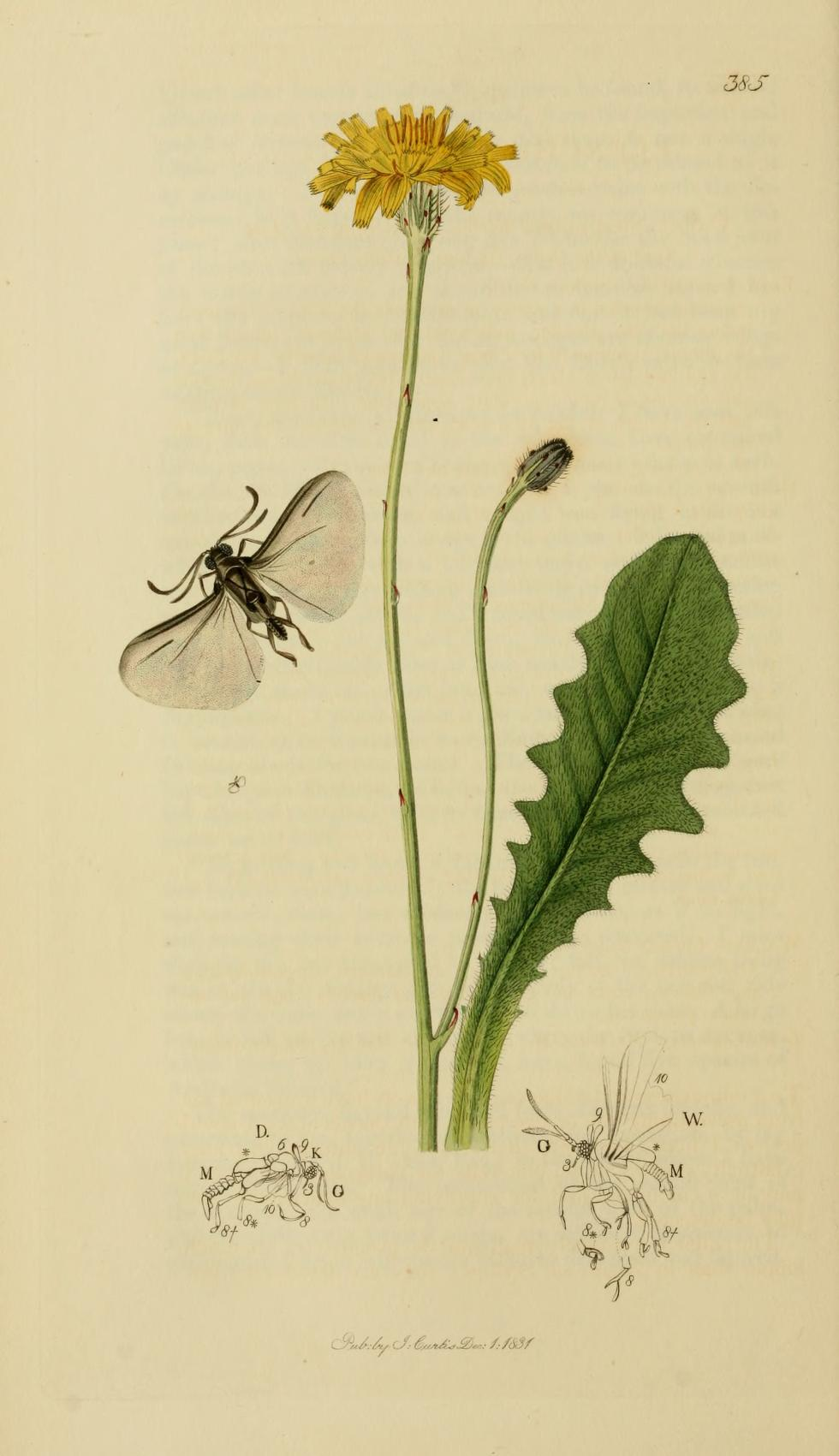